# 이혜미
이혜미(1981년 11월 16일 ~ )는 대한민국의 배우이다.

## 학력
- 동덕여자대학교 방송연예과

## 주요 작품

### 영화
- 1995년 《아름다운 청년 전태일》 - 여공 역
- 1999년 《여고괴담 두번째 이야기》 - 반 아이들 역
- 2003년 《동해물과 백두산이》 - 연정 역
- 2007년 《뷰티풀 선데이》 - 분장/ 헤어 역 (의상/분장)

### 드라마
- 2002년 KBS2 아침드라마 《여고 동창생》 - 박소영 역
- 2003년 MBC 한뼘드라마
- 2004년 KBS2 수목드라마 《4월의 키스》
- 2004년 SBS 드라마스페셜 《남자가 사랑할 때》 - 배선주 역
- 2007년 SBS 아침연속극 《미워도 좋아》 - 백재희 역

### 시트콤
- 2001년 SBS 일일시트콤 《웬만해선 그들을 막을 수 없다》 - 이혜미 역
- 2001년 MBC 일일시트콤 《뉴 논스톱》 - 이혜미 역
- 2001년 SBS 청춘시트콤 《골뱅이》 - 이혜미 역
- 2001년 SBS 청춘시트콤 《딱좋아!》
- 2002년 SBS 청춘시트콤 《레츠고》 - 이혜미 역
- 2002년 SBS 청춘시트콤 《오렌지》 - 정유진 역

### CF
- 2002년 : 롯데제과 고구마파이 띠앙 - 여고생 편
- 해태제과 : 소보루
- 2005년 : 한국코카콜라음료 - 우리모두 코카콜라가 좋아요
- SK네트웍스 : 스마트